# Comitatul Offaly
Offaly (în irlandeză Contae Uíbh Fhailí) este un comitat din Irlanda.